# تماشای کارآگاهان
تماشای کارآگاهان (به انگلیسی: Watching the Detectives) یک فیلم کمدی رمانتیک محصول سال ۲۰۰۷ است که توسط پاول سوتر ساخته و کارگردانی شده‌است.
این فیلم که در جشنواره‌های فیلم در سال ۲۰۰۷ به نمایش درآمده بود، به صورت دی وی دی انتشار یافت.

## بازیگران
- کیلین مورفی در نقش نیل
- لوسی لیو در نقش ویولت
- جیسون سودیدیکیس در نقش جاناتان
- مایکل پانس در نقش لوسیان
- هتر برنس در نقش دنیس
- کالی تورن در نقش مارسیا
- مایکل یورچاک در نقش بادی
- جاش پایس در نقش اندی
- برت گلمن در نقش گلن
- مارک هیرلیک در نقش کارآگاه بارلو
- علیرضا فرحناکیان در نقش کارآگاه لوونشتاین
- استیو لم در نقش پیشخدمت
- اریک استالهنسک در نقش چاد
- پل ستر در نقش جیسون
- ریچارد وادینگام در نقش دنیس
- اد اِک در نقش درامر تارد
- پل شیر در نقش مشتری آزار دهنده
- جاش گد در نقش مارک

## تولید
این فیلم اولین کارگردانی کمدی پل سوتر است.